# I Believe I’m Fine
«I Believe I'm Fine» — песня немецкого диджея Робина Шульца и французского диджея Hugel. Песня была выпущена 8 сентября 2017 года как третий сингл из его третьего студийного альбома Uncovered. Авторами выступили Деннис Бирбродт, Юрген Дор, Гвидо Крамер, Дэйв Гибсон, Стефан Дабрук, Флорент Хюгель, Кристофер Брейд, Кара Диогуарди, Линдси Лохан и Робин Шульц.

## Музыкальное видео
Музыкальное видео вышло 8 сентября 2017 года на YouTube-канале Робина Шульца. Режиссёром выступил Аннегрет вон Фейертаг.

## Список композиций
| №  | Название             | Длительность |
| -- | -------------------- | ------------ |
| 1. | «I Believe I’m Fine» | 3:46         |

| №  | Название                                                                  | Длительность |
| -- | ------------------------------------------------------------------------- | ------------ |
| 1. | «I Believe I’m Fine» (Dimitri Vegas & Like Mike Remix)                    | 4:15         |
| 2. | «I Believe I’m Fine» (Dimitri Vegas & Like Mike Remix) (Extended Version) | 5:19         |
| 3. | «I Believe I’m Fine» (NERVO Remix)                                        | 4:29         |
| 4. | «I Believe I’m Fine» (DJ Katch Remix)                                     | 3:19         |
| 5. | «I Believe I’m Fine» (Nick Martin Remix)                                  | 4:49         |
| 6. | «I Believe I’m Fine» (Adam Trigger Remix)                                 | 3:24         |

## Чарты
| Чарт (2017)                                | Высшая позиция |
| ------------------------------------------ | -------------- |
| Австрия (Ö3 Austria Top 40)                | 26             |
| Бельгия/Валлония (Ultratip Bubbling Under) | 30             |
| Германия (GfK)                             | 29             |
| Франция (SNEP)                             | 182            |
| Швеция (Sverigetopplistan)                 | 92             |
| Швейцария (Schweizer Hitparade)            | 88             |

## Сертификации
| Регион                                                                      | Сертификация | Продажи |
| --------------------------------------------------------------------------- | ------------ | ------- |
| Германия (BVMI)                                                             | Золотой      | 200 000 |
| Данные о продажах + прослушиваниях приведены только на основе сертификации. |              |         |